# Cementiri de Vilalleons
El Cementiri de Vilalleons és un conjunt del municipi de Sant Julià de Vilatorta (Osona) inclosa en l'Inventari del Patrimoni Arquitectònic de Catalunya.

## Descripció
És un cementiri que descriu una forma rectangular (20x15mts), amb un mur de dos metres d'alçada, on s'hi obren finestres trapezoïdals, amb la part superior més arrodonida, les quals són protegides per reixes. El mur culmina amb una mena de merlets sinuosos i amb una creu al mig de cada una d'elles. A ponent s'hi obre una gran portalada d'arc de mig punt inscrita en una falsa coberta a dues vessants i decorada amb una mena d'arquets cecs en posició escalonada. La teulada és coronada per una creu inscrita dins d'un cercle. La capella mira vers a ponent, té un portal rectangular amb motllures i un òcul al damunt flanquejat per un esgrafiat d'àngels. L'absis es troba vers llevant i és peraltat i a damunt de la volta hi ha una bola de pedra. Maçoneria, amb decoracions de totxo vermell i elements de ressalt de pedra picada, mentre que la capella es troba arrebossada. L'estat de conservació és bo. La inscripció del portal de la capella resa així: "EXPECTO RESURECTIONEM MORTUORUM SYMB NIC/ AÑO 1492 FAMILIA ESTAÑOL".

## Història
El municipi de Vilalleons va tenir batlle propi des de 1787, però restà unit a Sta. Eugènia a la dècada de 1820. De llavors ençà tingué plena independència fins que el 8 juliol de 1945 es fusionà amb Sant Julià de Vilatorta. Com podem observar, per la data constructiva, el cementiri es degué construir abans de la fusió del municipi amb el de Sant Julià.